# جورج الكسندر (لاعب كريكت)
جورج الكسندر (بالإنجليزية: George Alexander)‏ (4 أكتوبر 1842 في المملكة المتحدة - 8 أبريل 1913 بوستمنستر في المملكة المتحدة) هو لاعب كريكت بريطاني (وحمل سابقاً جنسية المملكة المتحدة لبريطانيا العظمى وأيرلندا). لعب مع نادي مقاطعة سري للكريكت ‏.

## وصلات خارجية
- جورج الكسندر على موقع إي آس بي آن كريك إنفو (الإنجليزية)